# A Busca
A Busca é um filme brasileiro de 2013 do gênero drama, dirigido por Luciano Moura e protagonizado por Wagner Moura.
O filme inicialmente teve A Cadeira do Pai como título. Este título com o qual foi divulgado na mostra World Cinema, no Sundance Film Festival de 2012. Após ele foi alterado para Até o Fim do Mundo, depois em definitivo como A Busca.
Foi selecionado para a mostra competitiva Première Brasil do Festival do Rio 2012.
O orçamento de A Busca foi de R$ 5 milhões.

## Sinopse
Theo Gadelha (Wagner Moura) e Branca (Mariana Lima) são pais de Pedro (Brás Antunes), filho único, que sai a cavalo em direção ao Espírito Santo, para ver seu avô que nunca conheceu. O combinado seria de que ele voltasse para a casa em um domingo, que seria dia de seu aniversário. Sem nenhum contato com o filho, eles saem a procura de Pedro. Theo sai em busca de pistas sobre seu paradeiro e ao mesmo tempo em que tenta descobrir um novo rumo para sua vida.

## Elenco
- Wagner Moura como Theo Gadelha
- Mariana Lima como Branca
- Brás Antunes como Pedro
- Lima Duarte como Sal Gadelha
- Heslaine Vieira como Malina
- Abrahão Farc como Sr. Custódio[5]
- Gabriel Marin como Garoto Carona.

## Produção

### Desenvolvimento
Brás Antunes, filho do cantor Arnaldo Antunes teve sua primeira experiência profissional como ator no filme A Busca, segundo Chico Acioly, que o selecionou para o casting do filme afirmou que procurava um "filho" para a Branca em que havia uma certa semelhança com ela. O personagem escolhido para Brás possui uma certa agressividade o que talvez não caberia a ele para ele fazer o papel, ainda segundo Acioly, o diretor do longa Luciano Moura é muito rigoroso, mas que achou que o ator se daria bem com o papel.

### Filmagens
As filmagens foram realizadas durante seis semanas nas cidades de Paulínia, Campinas no interior do Estado de São Paulo, em Miracatu (Salto de Biguá), Ilha Comprida e  Iguape no litoral paulista.